# Rocellaceae
Ne doit pas être confondu avec Roccellaceae.
Famille
Les Rocellaceae sont une famille d'algues de l'embranchement des Bacillariophyta (Diatomées), de la classe des Coscinodiscophyceae et de l’ordre des Coscinodiscales.

## Étymologie
Le nom de la famille vient du genre type Rocella, peut-être composé du préfixe roc-, roche, et du suffixe -ella, petite.

## Distribution
Le genre type Rocella est un fossile marin, découvert dans les sédiments des étages géologiques allant de l'Oligocène au Miocène de basse Californie.

## Liste des genres
Selon AlgaeBase (2 juillet 2022) : aucun genre
Selon BioLib (2 juillet 2022) :
- Rocella G D. Hanna 1930 (†)

## Systématique
Le nom correct complet (avec auteur) de ce taxon est Rocellaceae Round & R.M.Crawford, 1990.
La systématique du genre Rocella n'est pas claire, si bien qu'il a été décidé de créer une nouvelle famille. La rimoportule centrale simple, les nervures internes et la structure de la valvocopule rendent difficile le placement de ce genre dans une famille connue - des études supplémentaires sont nécessaires sur ce genre et sur de nombreux autres genres fossiles avant que les relations puissent être clarifiées.

## Publication originale
- Round, F.E., Crawford, R.M. & Mann, D.G. (1990). The diatoms biology and morphology of the genera.  pp. [i-ix], 1-747. Cambridge: Cambridge University Press.